# 은지느러미상어
|  |  |  |  |
|  |  |  |  |
|  |  |  |  |

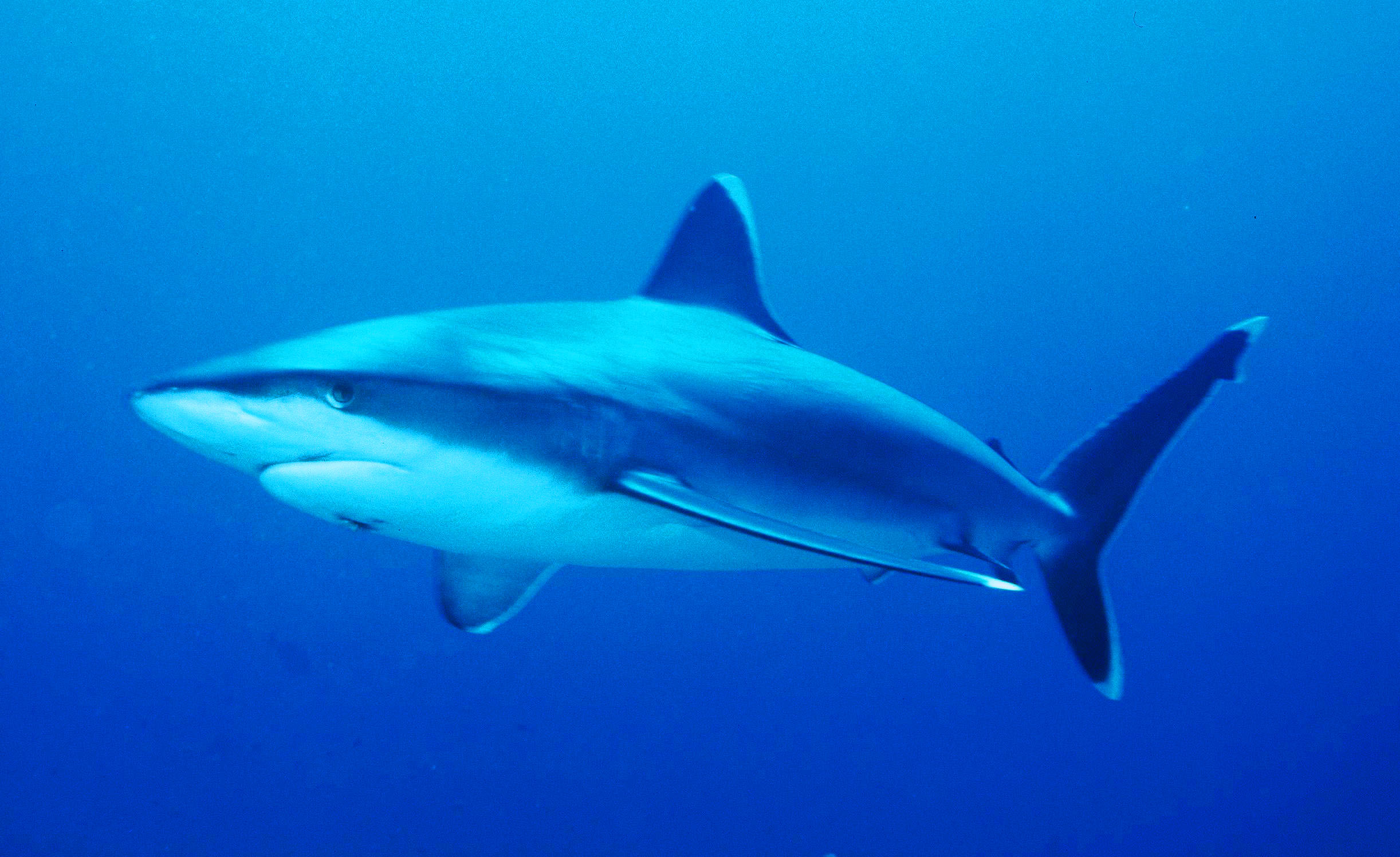

은지느러미상어(학명:Carcharhinus albimarginatus)는 흉상어목 흉상어과에 속하는 상어이다. 몸길이는 보통 2~2.5m이지만 최대의 크기로 자라면 3m까지 자라는 중대형의 상어에 속한다.

## 특징과 먹이
은지느러미상어는 적당히 길고 넓은 주둥이와 크고 둥근 눈을 가진 것이 특징이다. 영어권에서는 실버팁 샤크(Silvertip Shark)라는 이름으로 불리는 상어이다. 유선형의 몸체를 가진 것이 특징으로 5쌍의 아가미가 짧은 것이 특징이다. 등지느러미는 2개이며 능선은 제1등지느러미와 제2등지느러미에 발생하며 가슴지느러미는 대부분의 상어보다 비례적으로 길고 뾰족한 팁이 있는 낫 모양을 가지고 있다. 몸의 옆줄을 기점으로 몸의 등쪽은 파란색을 띄며 아래는 흰색을 띈다. 모든 지느러미에 독특한 흰색의 팁과 테두리가 존재한다. 또한 계절과 수온에 따라 이동을 하는 상어로서 특정한 서식지에 충실성을 가진 종이기도 하다. 사람에게는 위험성이 있는 상어로 실제로 사람을 공격한 사례가 4건이 존재하기에 조심해야 하는 상어 중에 하나이다. 양턱에는 12~14개의 날카로운 치아가 존재하며 위턱의 이빨은 삼각형 모양을 하고 있는 것이 특징이다. 먹이로는 바리과의 어류들, 멸치, 청어, 꽁치, 고등어, 다랑어, 삼치, 새치, 놀래기, 전갱이, 방어, 샛비늘치, 날치, 놀래기, 쏠배감펭을 포함한 다양한 종류의 어류들, 작은 상어 및 갑각류와 오징어, 문어와 같은 두족류들을 모두 포식하는 육식성의 포식자인 상어이다.

## 서식지와 산란기와 어획과 보호 활동
은지느러미상어의 서식지는 태평양, 인도양, 대서양의 모든 대양에 서식하며 주로 적도와 같은 따듯한 바다에서 서식하는 종이다. 수심 30~800m에서 주로 서식하는 상어로 비교적 깊은 바다에 서식하는 상어이고 낮에는 비교적 깊은 곳에 서식하지만 밤에 얕은 표해수층으로 올라와서 먹이 사냥을 하는 종이다. 산란기는 3월~5월의 봄으로 산란기에 수컷의 수정을 받은 암컷은 1년의 임신 기간을 거쳐 1~11마리의 유어를 출산한다. 은지느러미상어는 사람에게 위협적인 상어이기도 하지만 샥스핀, 스프, 고기, 회와 같은 식용으로도 사용이 되며 주로 트롤 어업과 길넷의 방법을 통해 어획이 되고 장인 어업에 의해 잡히는 종 중에 하나이다. 하지만 현재는 무분별한 남획으로 인하여 예전에 비해 개체수가 많이 줄어들었기 때문에 국제 자연 보전 연맹(IUCN)에서 정하는 취약의 등급을 가진 멸종위기종이 되어서 국제적으로 개체수의 보호를 받는 종이다. 이로 인해 은지느러미상어는 어업을 통해 잡을 수가 있는 한해의 어획량을 국제적으로 엄격히 제한하는 어종이다.

## 같이 보기
- 흉상어목
- 흉상어과